# Vasyl Ivanovych Zinkevych
Vasyl Ivanovych Zinkevych (tiếng Ukraina: Васи́ль Іва́нович Зінке́вич; sinh ngày 1 tháng 5 năm 1945) là một ca sĩ, diễn viên, vũ công và nhà thiết kế trang phục người Liên Xô và Ukraina. Cùng với Nazariy Yaremchuk, Sofia Rotaru và Volodymyr Ivasyuk, Zinkevych là một trong những gương mặt tiêu biểu của dòng nhạc phục hưng gốc Ukraina những năm 1970.
Zinkevych bắt đầu nổi tiếng với vai trò là ca sĩ chính của nhóm nhạc VIA Smerichka của Ukraina và là diễn viên chính trong bộ phim Chervona Ruta năm 1970. Việc ông diễn giải các bài hát "Chervona Ruta", "Myla moia" và "Na shvydkykh poizdakh" của Volodymyr Ivasyuk đã khiến ông được biết đến trên toàn Liên Xô. Ông được phong tặng danh hiệu Nghệ sĩ nhân dân Ukraina năm 1995, được trao Giải thưởng Nhà nước Ukraina năm 1994 và trở thành Anh hùng Ukraina năm 2009. Một số bài hát của Zinkevych, cũng như một số vũ đạo của ông, đã lọt vào "Quỹ vàng nghệ thuật Ukraina".

## Tiểu sử

### Thời thơ ấu
Zinkevych sinh ra vài ngày trước khi Thế chiến II kết thúc tại làng Vas'kivtsi ở phía tây Ukraina. Từ khi còn nhỏ, Zinkevych đã yêu thích vẽ và muốn trở thành một thợ kim loại. Sau đó, Zinkevych tham gia nghĩa vụ quân sự bắt buộc của Liên Xô, đầu tiên là đóng quân ở Lviv và sau đó là ở Tiệp Khắc. Trong thời gian phục vụ, trái ngược với hầu hết các đồng nghiệp của mình, ông tham gia vào việc khiêu vũ thay vì ca hát hoặc chơi nhạc.
Sau khi hoàn thành nghĩa vụ quân sự, ông chuyển đến vùng Bukovina giàu truyền thống, ông nghĩ mình có thể học nghề thủ công kim loại tốt nhất tại đây. Năm 1968, ông chuyển đến Vyzhnytsia và theo học tại Cao đẳng Nghệ thuật Ứng dụng. Ông tham gia vào hoạt động múa truyền thống tại Dim kul'tury, trung tâm văn hóa địa phương, trong đoàn múa Smerchina. Ông cũng bắt đầu thiết kế và may trang phục dân tộc.

### Smerichka

#### Chervona Rutavà sự công nhận quốc tế
Mặc dù trước đó không có bất kỳ kinh nghiệm diễn xuất nào nhưng vào năm 1970 Zinkevych đã được chọn vào vai chính Boris trong Chervona Ruta, một trong những vở nhạc kịch truyền hình đầu tiên của Liên Xô. Ông đóng cặp với Sofia Rotaru, người đóng vai nữ chính Oksana. Bộ phim được công chiếu lần đầu vào năm 1971 và thành công vang dội trên toàn Liên Xô, đặc biệt là ở Ukraina. Trong phim, Zinkevych đã hát một số bài hát đã trở thành hit trên khắp Ukraina và hầu hết Liên Xô, chẳng hạn như "Myla moia" và "Chervona Ruta". Trong một thời gian dài, Zinkevych và Rotaru đã bị hiểu lầm là đã hát bài "Vodohray" trong phim, nhưng phiên bản được phát trong phim là do Yaremchuk và Maria Isak hát.
Do nhóm ngày càng nổi tiếng, Smerichka được yêu cầu biểu diễn một bài hát trong sự kiện Pesnya goda thường niên đầu tiên tại Moskva vào năm 1971, cùng với những cái tên đã thành danh như Iosif Kobzon, Eduard Khil và Muslim Magomayev. Trong trang phục Hutsul, Zinkevych và Yaremchuk trông rất lạc lõng ở thủ đô nước Nga. Tuy nhiên, buổi biểu diễn đã được khán giả đón nhận nồng nhiệt và việc nhóm của ông bị ghi nhầm là "Semerichka" cũng khiến khán giả thấy hài hước.
Trong hầu hết những năm đầu thập niên 1970, Yaremchuk và Zinkevych biểu diễn song ca và cùng nhau chia sẻ vai trò ca sĩ chính của Smerichka, đôi khi Yaremchuk và đôi khi Zinkevych đảm nhiệm vai trò hát chính. Mặc dù Yaremchuk ngày càng được nhiều người yêu mến, nhưng lần này Zinkevych không hề cảm thấy tổn thương lòng tự trọng. Zinkevych đối xử với Yaremchuk đã mất cả cha lẫn mẹ vào năm 20 tuổi như một người em trai.

### Những năm sau đó
Kể từ khi Ukraina giành độc lập, Zinkevych đã nhận được nhiều huy chương vì những đóng góp lâu dài của ông cho nền âm nhạc Ukraina. Ông đã được trao tặng giải thưởng "Nghệ sĩ nhân dân Cộng hòa Xã hội chủ nghĩa Xô viết Ukraina" vào năm 1986. Năm 1994, ông nhận Giải thưởng quốc gia Shevchenko cùng với Ivasyuk, người được trao giải sau khi mất. Năm 2009, Zinkevych trở thành Anh hùng Ukraina và là công dân danh dự của thành phố Lutsk. Bên cạnh việc là một nghệ sĩ biểu diễn, Zinkevych còn thiết kế nhiều trang phục dân tộc trong nhiều thập kỷ.
Vasyl Zinkevych đóng vai trò quan trọng trong những bước đầu sự nghiệp của Ruslana, là một trong những nhạc sĩ chuyên nghiệp đầu tiên nhìn thấy tiềm năng âm nhạc của cô. Trong một cuộc phỏng vấn năm 2004, ông gọi cô là "cô con gái nghệ sĩ" của mình.

## Đời tư
ào một thời điểm nào đó, Zinkevych đã kết hôn với một người phụ nữ vô danh và có hai người con trai là Vasyl (1981) và Bohdan (1983). Vợ ông đã bỏ ông không lâu sau khi các con trai của họ chào đời khiến Zinkevych trở thành một ông bố đơn thân.